# Novoje Tsjaplino
Novoje Tsjaplino (Russisch: Новое Чаплино; "Nieuw-Tsjaplino") is een dorp (selo) in het district Providenski, in het zuidoosten van de Russische autonome okroeg Tsjoekotka. De plaats ligt aan noordzijde van monding van de Otkrytajabocht van de Tkatsjenbaai (Beringzee), in het zuidoosten van het Tsjoektsjenschiereiland. Het merendeel van de bevolking bestaat uit Siberische Joepik (met Oeëlkal hun belangrijkste centrum) met minderheden van Tsjoektsjen en niet-Siberjaken (zoals Russen). Het belangrijkste bestaansmiddel is de walvisvaart (onder andere grijze walvis en groenlandse walvis) en de jacht op walrussen.
Novoje Tsjaplino is door onverharde wegen verbonden met het districtcentrum Providenia en het dorp Oereliki, alsook de grenspost Staroje Tsjaplino. De redelijke weg naar Providenia is een erfenis uit de Koude Oorlog, daar deze is aangelegd voor een militair oefenterrein.

## Geschiedenis
De plaats ontstond in 1958 op de plek van de vroegere tijdelijke nederzetting Tkatsjen bij de sluiting van omliggende dorpen, waaronder Staroje Tsjaplino ("Oud-Tsjaplino") of Oenazik (een belangrijke walvisvaardersplaats), Avan, Tasik, Tsjetsjen, Kivak (een duizenden jaren oud dorp), Plover en het verder weg gelegen dorp Naoekan, alsook de inwoners van het eiland Ratmanov (Diomedeseilanden), allen in het kader van de grensbewaking die werd opgevoerd door de Koude Oorlog. Novje Tsjaplino was eenvoudigweg makkelijker te controleren. Veel walvisvaarders uit dit dorp konden echter niet leven met de nieuwe omstandigheden (het dorp ligt op een veel ongunstiger plek dan bijvoorbeeld Staroje Tsjaplino wat betreft de aanwezigheid van walvissen) en stierven binnen vijf jaar na de stichting. Bij het dorp werden pelsdierhouderijen (poolvossen) geopend, omdat er vraag was naar huiden. De jacht op zeezoogdieren kon zo voorzien in voer voor deze beesten (daar ging het meeste naartoe), waarvan het aantal opliep tot 2000 in de hoogtijdagen van de jaren 1980. Wanneer er te weinig walrussen werden gevangen met de traditionele handharpoenen, werd de hulp van de walvisvaarder Zvjozdny ingeroepen, die met anti-tankgeschut eenvoudig een groot aantal grijze walvissen schoot binnen het toegestane jaarlijkse quotum. Een kaantjesfabriek zorgde voor het verwerken van walvisblubber tot industriële olie. In de jaren 1980 werden een aantal nieuwe huizen gebouwd in het dorp.
Met de val van de Sovjet-Unie in de jaren 1990 verdwenen de vossen door gebrek aan vraag en ging het staatsbedrijf bijna failliet en sloten de pelsdierhouderijen en de kaantjesfabriek. De Joepiken wisten echter financiële hulp te verkrijgen van de nauw verwante Inupiat uit Alaska, die boten, werktuigen, moderne jachtwapens (harpoengeweren en explosieven) en regenkleding stuurden en financiële hulp boden bij het opzetten van private jachtbedrijven, zodat ze niet langer afhankelijk waren van de overheid.
In 2003 werden in het dorp in het kader van een woningbouwprogramma van gouverneur Abramovitsj een groot aantal nieuwe huizen gebouwd en de openbare voorzieningen vernieuwd.

## Bezienswaardigheden
Nabij het dorp en bij het verder afgelegen voormalige dorp Kivak liggen heetwaterbronnen. In de Tkatsjenbaai, bevindt zich op het schiereiland Matljoe ten zuidwesten van Novoje Tsjaplino een monument ter ere van de grijze walvis.
Bestuurlijk centrum: Providenia

Enmelen · Janrakynnot · Noenlingran · Novoje Tsjaplino · Oereliki(†) · Sireniki